# Albert Adamo
Albert Adamo (* 26. Mai 1849 in München; † 8. Februar 1887 ebenda) war ein deutscher Genremaler und Zeichner.

## Leben
Albert Adamo wurde als Sohn des Ministerialarchivars Max Joseph Adamo 1849 in München geboren, besuchte das dortige Gymnasium und sollte die Juristenlaufbahn einschlagen während sein Bruder Max Adamo schon früh den Beruf des Historienmalers ergriff.
1873 zeigte auch Albert Adamo sein Talent mit den Genrebildern Morgentoilette (Dame in weißem Kleid), Der erste Hausschlüssel (eines Schlosserlehrlings) und Im Laboratorium, das er 1881 als Nekromant und 1884 als Alchimist nochmals erarbeitete.
Er malte auch ausgezeichnete Porträts beispielsweise vom Münchner Brauereibesitzer Matthias Pschorr (1877) oder von König Ludwig II. im Kostüm des Hubertusordens (1878) für die Aula des Wilhelmsgymnasiums München, an dem er seit 1875 als Zeichenlehrer wirkte.
Adamo zeichnete außerdem für den Münchener Bilderbogen und den Daheim-Kalender manch heiteres Blatt.

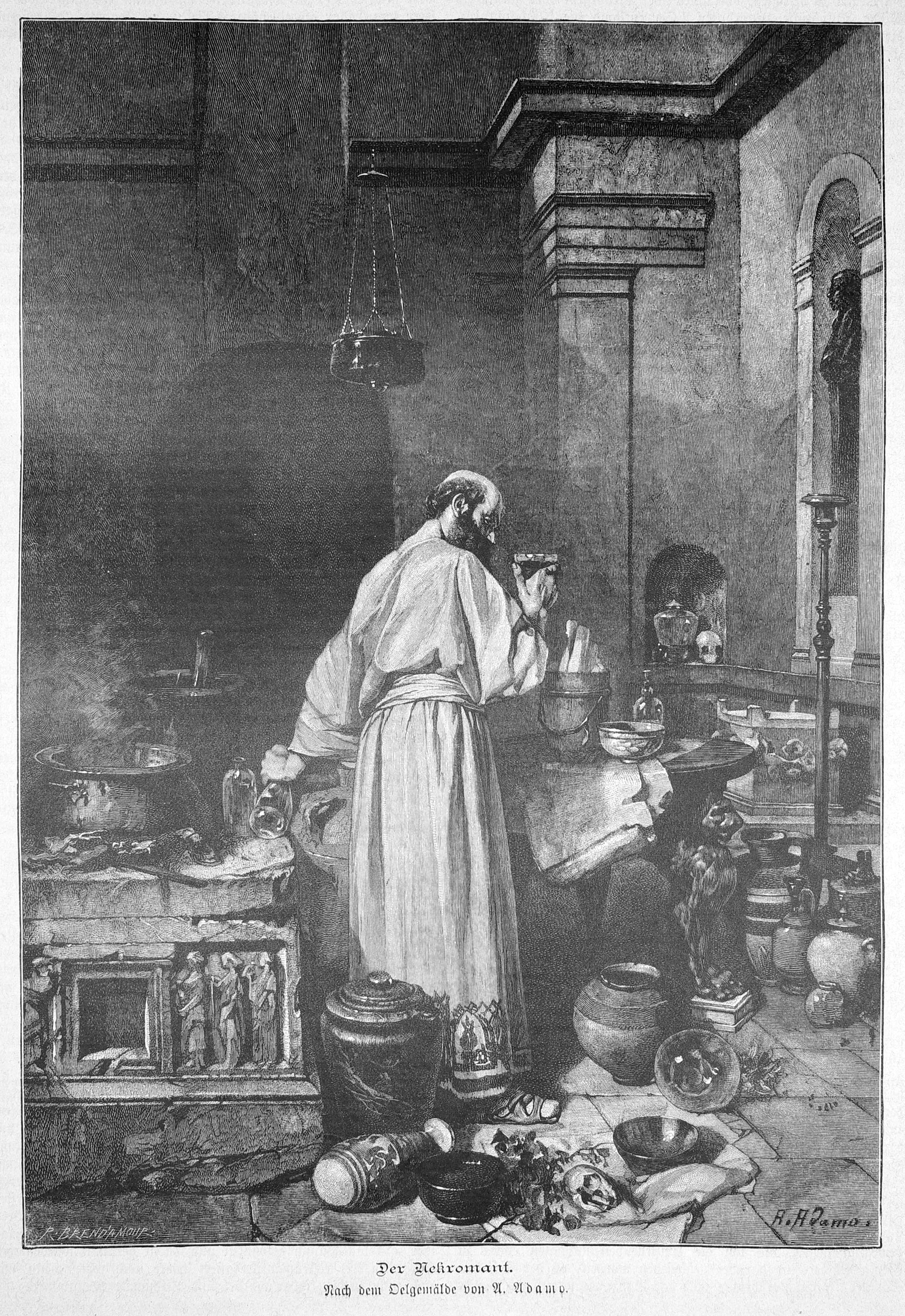
Der Nekromant

## Werke (Auswahl)
- Zerstreute Spieler (1877)
- Duellforderung
- Ungebetene Gäste
- Einsame Wacht
- Häusliche Szene (1881)
- Mahlzeit des Pfarrherrn
- Siesta (1887)
- Lustiges Handwerk
- Entdeckte Heimlichkeiten